# RPD軽機関銃
RPD（ロシア語: Ручной пулемёт Дегтярёва, 略称：РПД）は、SKSカービン用に開発された7.62x39mm弾を使用する分隊支援火器として、前任のDP28軽機関銃を設計したヴァシリ・A・デグチャレフが1944年に設計した軽機関銃である。

## 概要

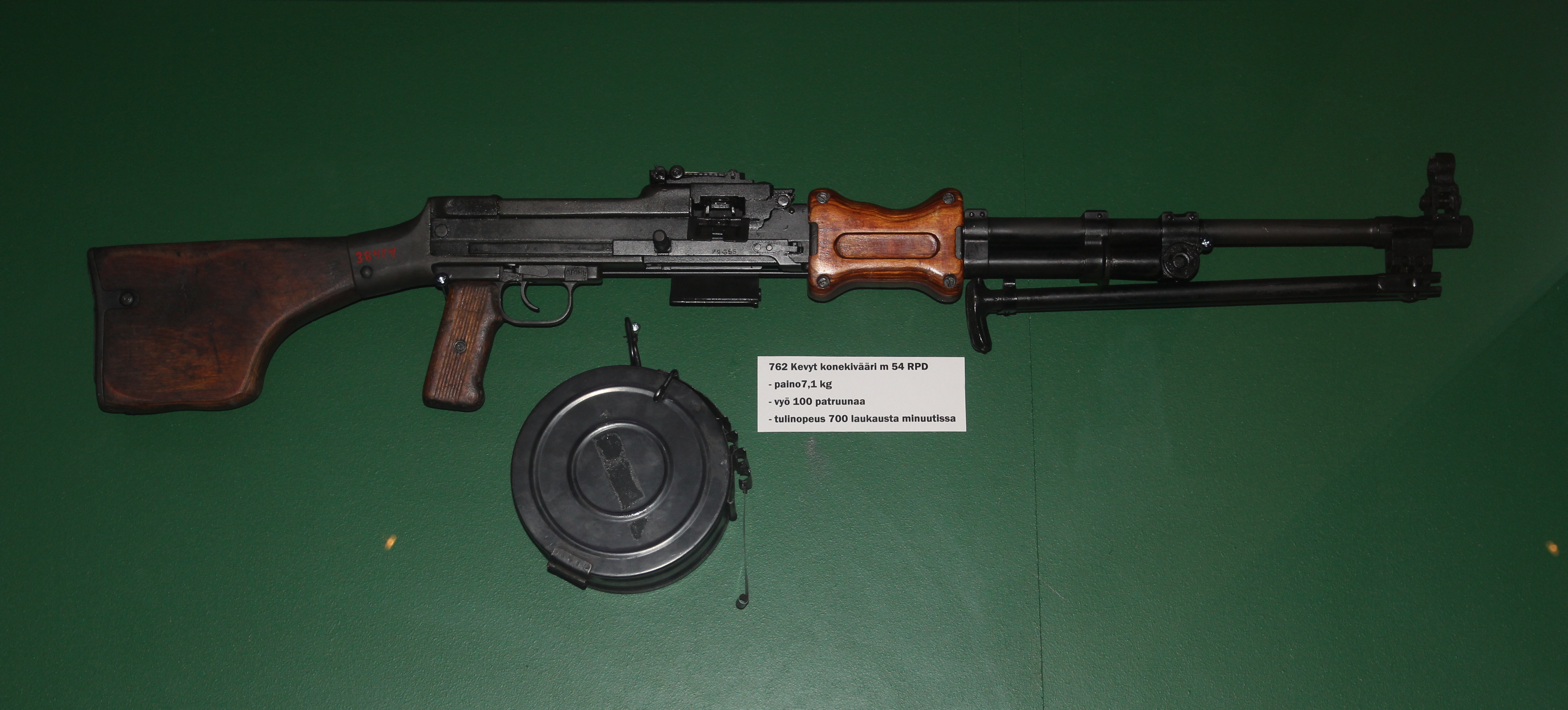
ドラムマガジンを外した状態

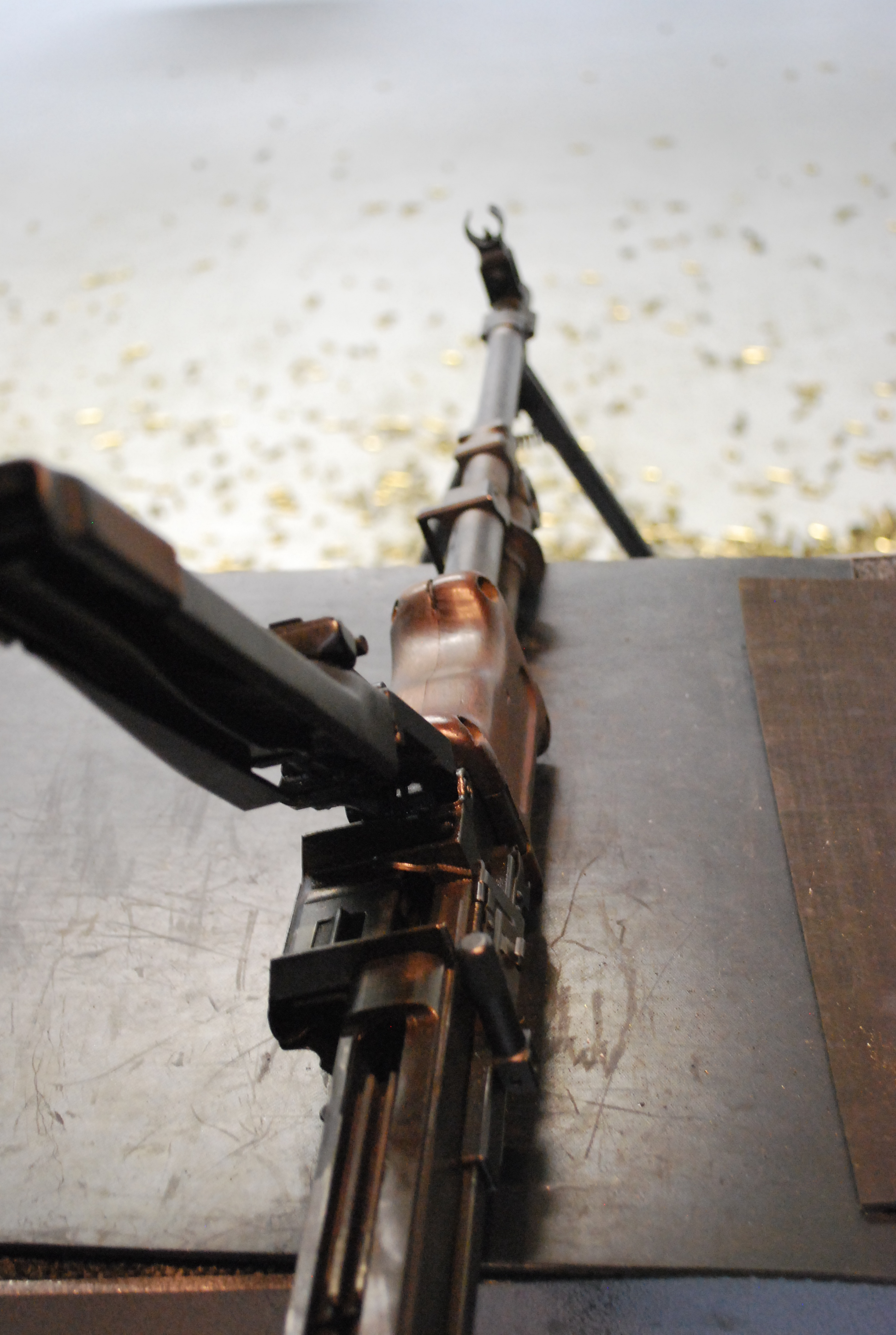
RPD機関銃のベルトフィードシステム

RPD軽機関銃は、1943年に開発が始まり1944年に完成。1948年にソ連軍に採用され、1953年には大規模な納入が開始された。その後は1950年代を通じてソ連軍で使用された。この銃は、伏せ撃ち用に二脚を標準装備していたほか、腰だめ撃ちが可能なようにスリングを取り付ける金具も有している。
この銃は、一見すると円形のドラムマガジンを備えるように見えるが、この"ドラムマガジン"は実際には弾薬を非分離式の金属製リンクに装着したものを収納する単なる弾薬箱であり（ドイツのMG34/MG42と同じ方式）、給弾はリンクを用いなければ不可能である。この給弾方式のため、前線においてほかの兵士が持つAK-47と同じ弾薬を用いるにもかかわらず、即座に共用することができなかったため、前線における運用に難があると評価され、1960年代にはAKMの分隊支援火器仕様であるRPK軽機関銃に交替して退役した。

## 運用
RPD軽機関銃は、東欧諸国や中国（56式の名称で生産・装備）、北朝鮮（62式の名称で生産・装備）などでライセンス生産され、ベトナム戦争においても北ベトナム軍や南ベトナム解放民族戦線が大量に使用していた。現在でも中国や北朝鮮、ベトナムなどで予備兵器として保管されているほか、地域紛争で使用されている。
また、ペルー警察の一部などでも使用されている。

## 画像

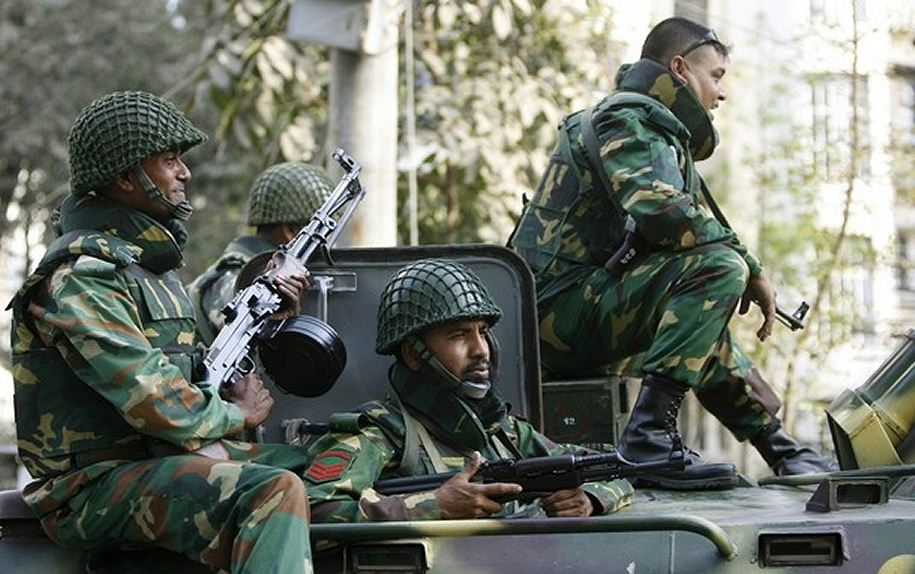
RPD軽機関銃を装備したバングラデシュ軍兵士。
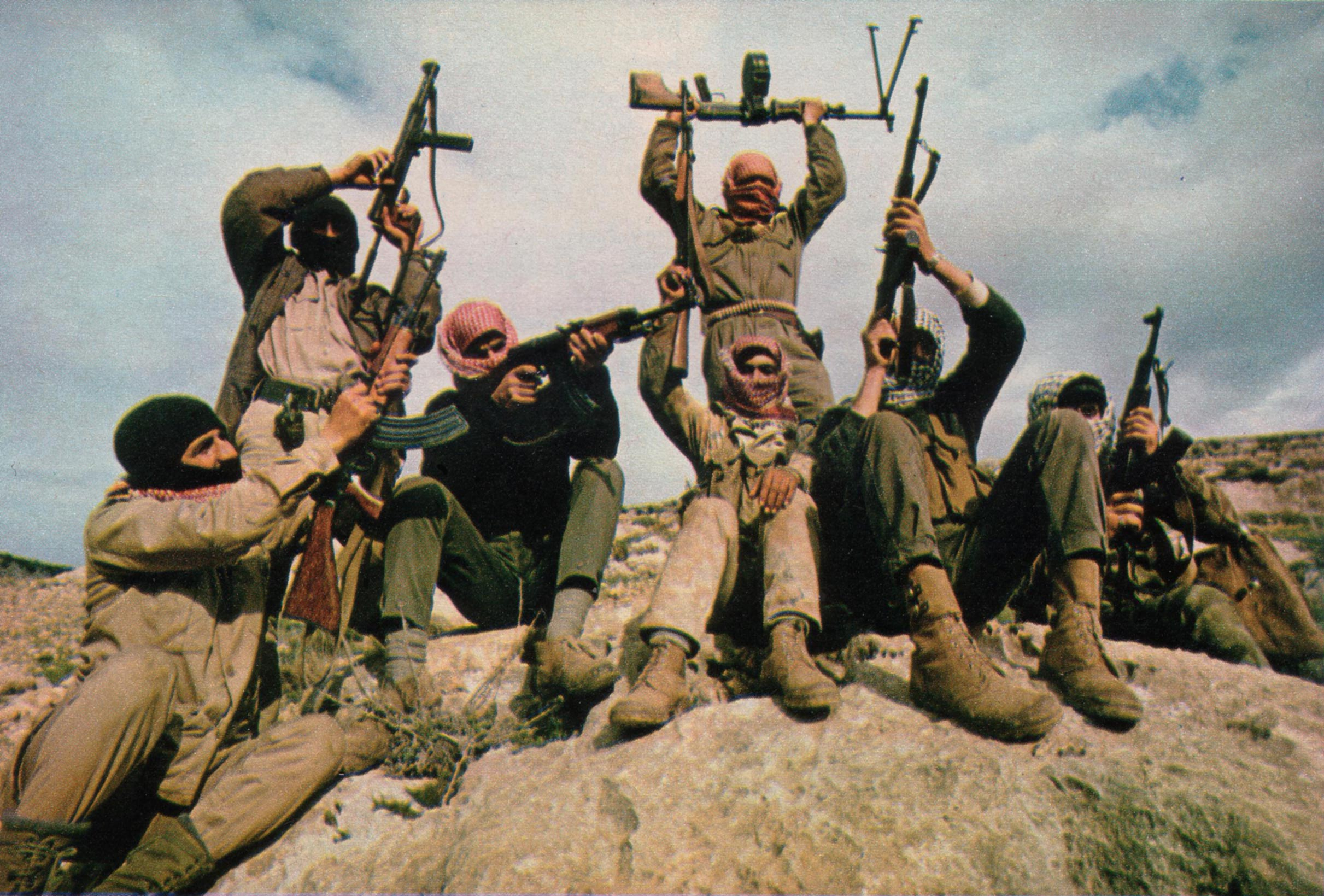
RPD軽機関銃を装備したパレスチナ解放人民戦線の戦士（写真中央）。
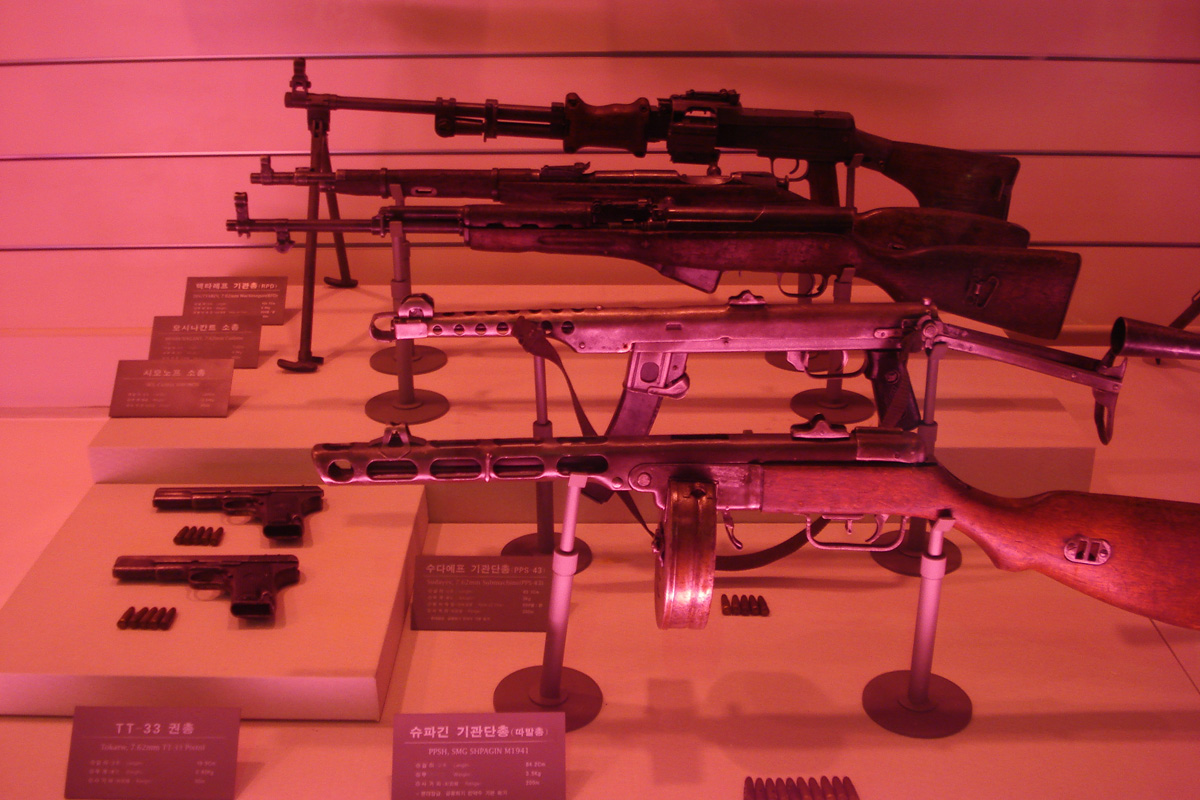
抗美援朝義勇軍の装備として展示されるRPD軽機関銃。
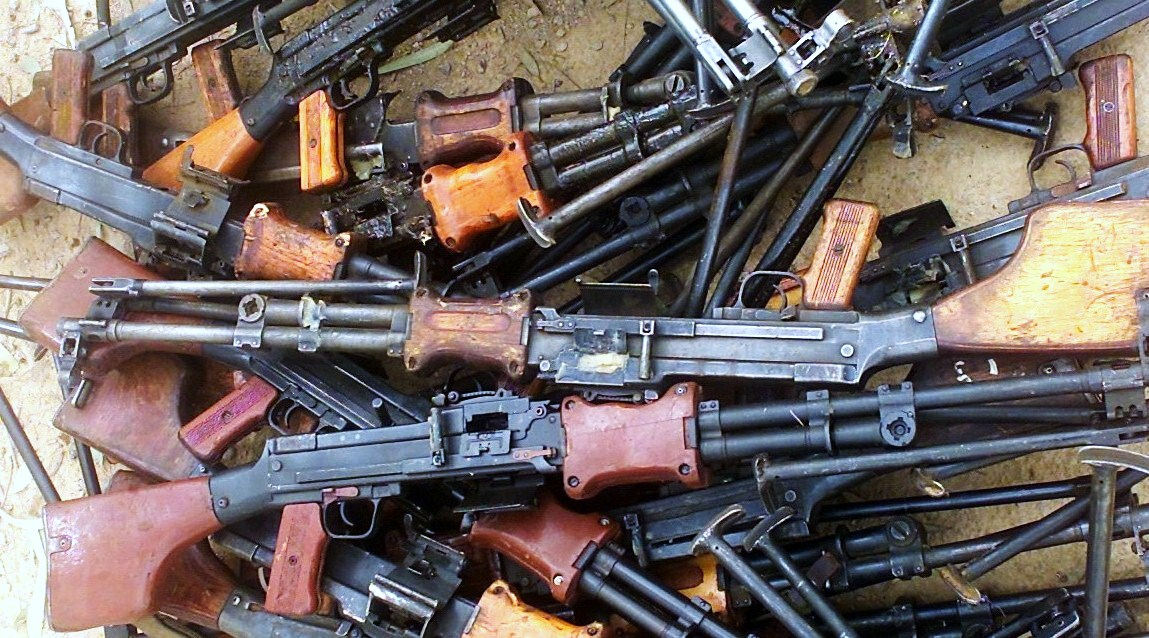
イラクのジャマン・アル・ジュブリ郊外で発見されたされたRPD軽機関銃。
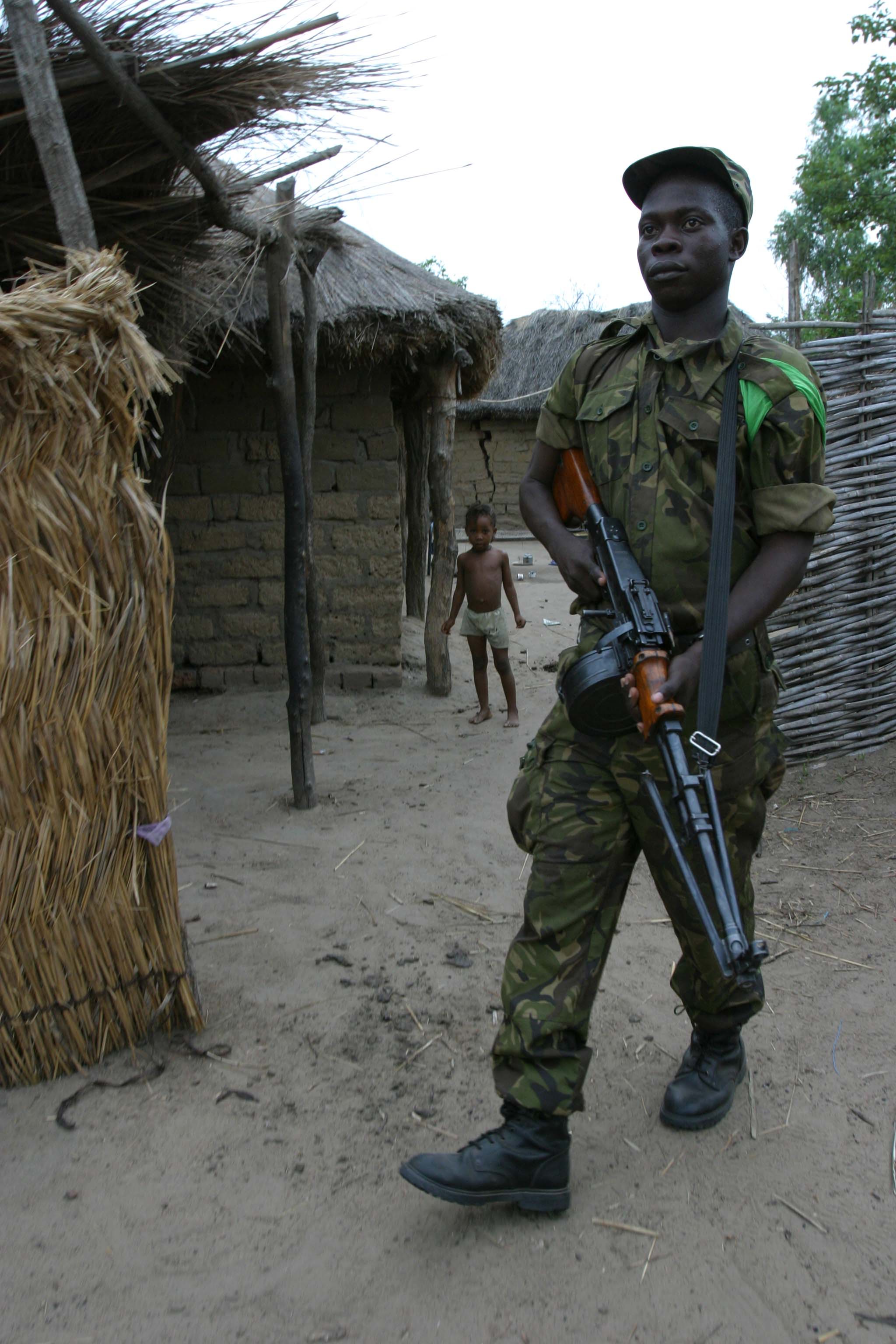
RPD機関銃を装備してパトロールする中央アフリカの兵士。
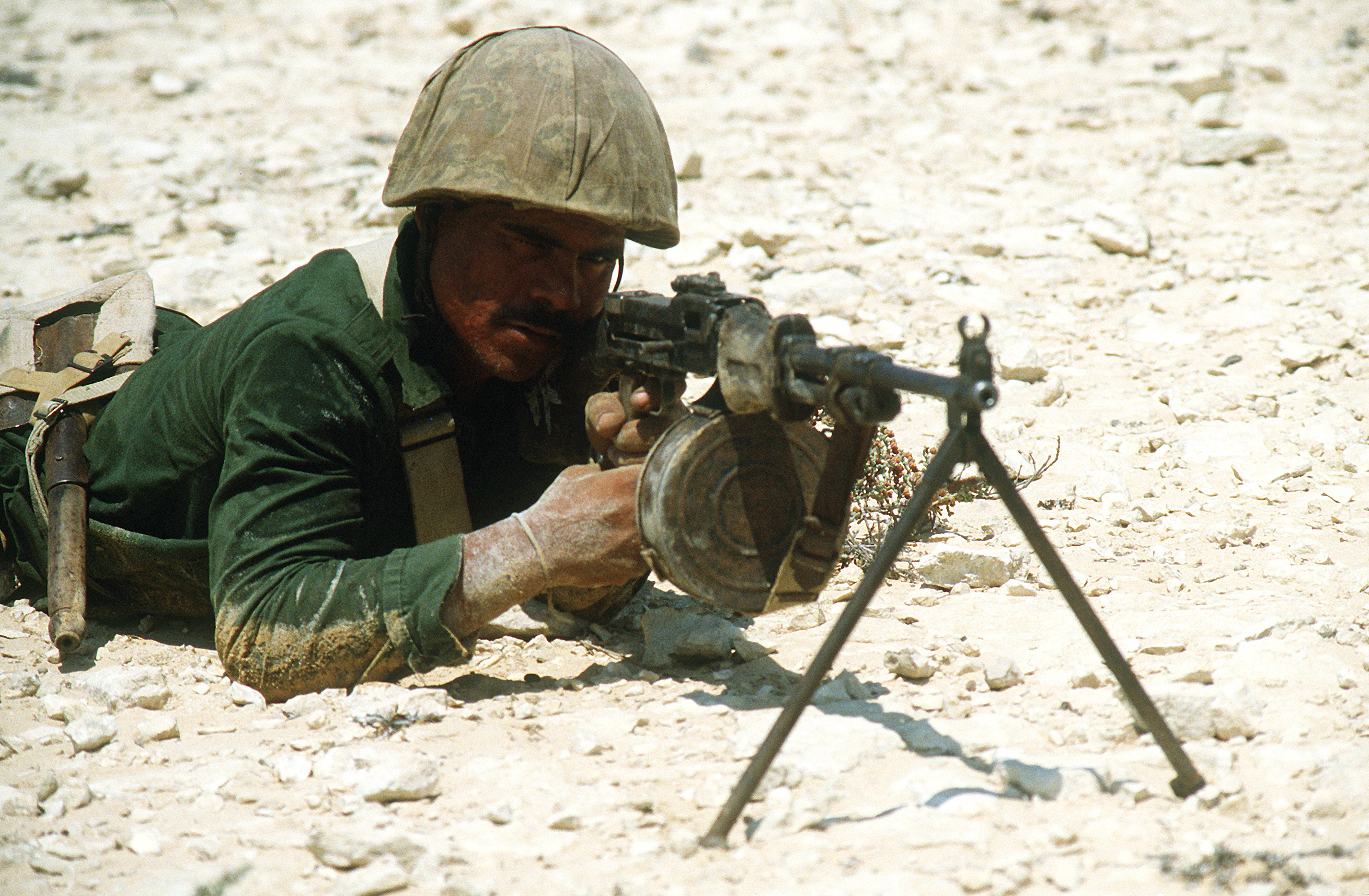
RPD軽機関銃を構えるエジプト海兵隊員。
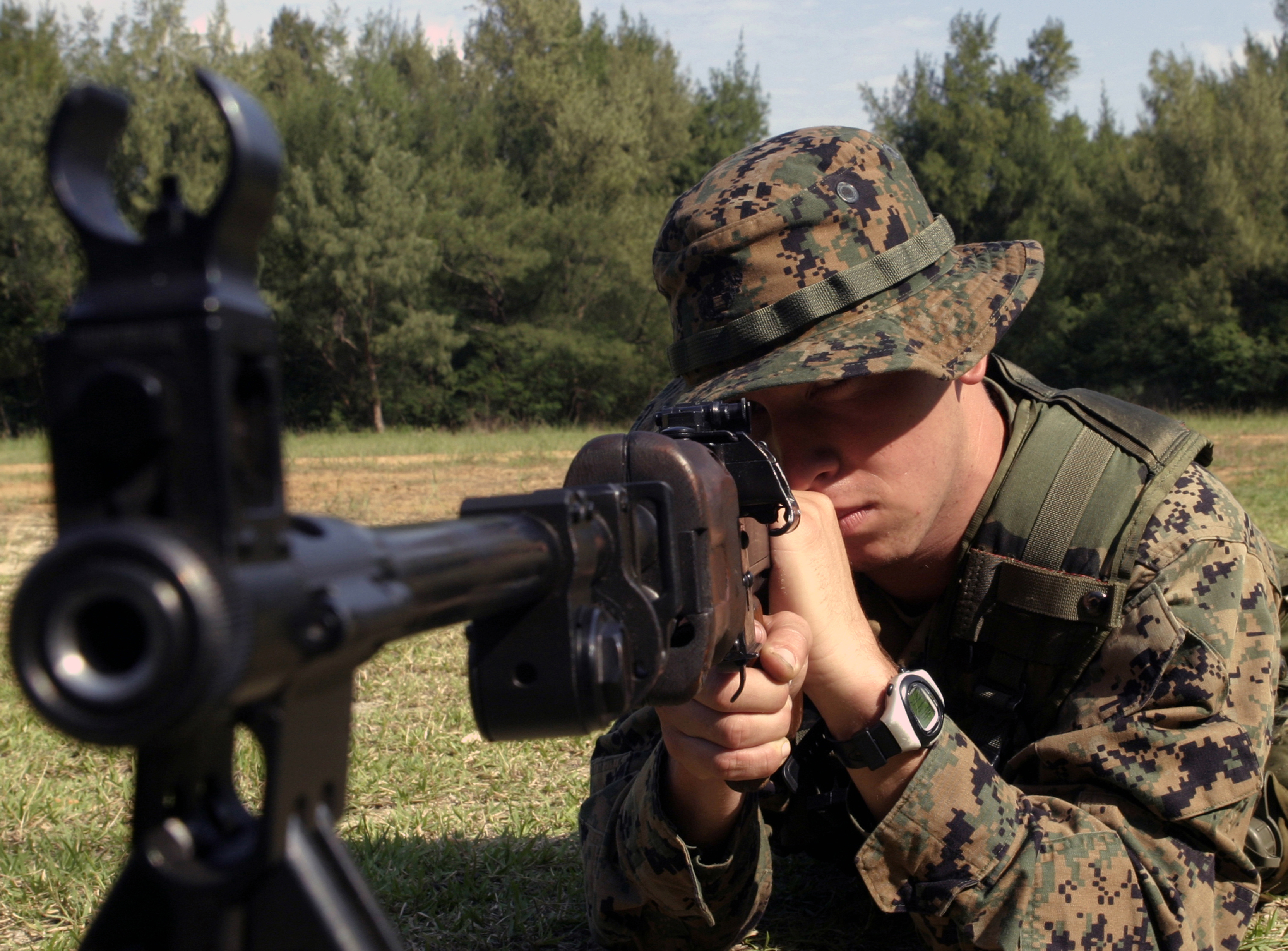
RPD軽機関銃を構えるアメリカ海兵隊。

## 登場作品

### 映画・テレビドラマ
『アヴァロン』
CPU兵士が使用。
『戦火の勇気』
冒頭のアルバスラの戦いにて、イラク軍兵士が使用する。
『特殊能力捜査官 ペインキラー・ジェーン』
第22話に登場。
『マッドマックス 怒りのデス・ロード』
ガスタウンを治める人食い男爵のリムジンのルーフに車載機銃として装備されており、後半の戦闘で人食い男爵の配下のガスタウンボーイズが使用。
『山猫は眠らない2』
セルビア軍兵士が、偵察車両の車載機銃としてベルト給弾式のものを使用。
『若き勇者たち』
主人公たちが敵兵から鹵獲して使用。

### 漫画・アニメ
『ダーウィンズゲーム』
リュージがメインウェポンとして使用。カナメも自身の特殊能力でコピーしたものを使用する。
『めいどぐらし』
『ヨルムンガンド』
PMC「エクスカリバー」および、テロ組織「新・あかつきの戦線」メンバーがテクニカルに搭載して使用する。

### ゲーム
『TDP4:チームバトル』
ヘビーマシンガンの類として登場。力スキル4以上のプレイヤーのみショップで購入可能。最大威力200。
『コール オブ デューティシリーズ』
『CoD4』
ロシア超国家主義派が使用する。一部は銃座に据えられて登場する。
『CoD:MW2』
ロシア超国家主義派が使用する。レッドドットサイトやスコープなどを装着することも可能。
『CoD:BO2』
キャンペーンで使用可能。一部は銃座に据えられて登場する。ゾンビモードではミステリーボックスから入手する事が可能。また、TRANSITで組み立てられる自動銃座もこの銃である。
『CoD:BOCW』
キャンペーン　マルチプレイ両方で使用可能。
『バイオハザード5』
BSAA制式採用のハンヴィーに搭載されており、作中でクリスが使用。
『バトルフィールド ベトナム』
北ベトナム軍で使用可能。
『マーセナリーズ』
「LMG」の名称で登場し、主に敵兵士や幹部が使用するほか、サプライとして入手可能。

『マーセナリーズ2 ワールド イン フレームス』
一部の敵兵が所持している。
『Rising Storm 2: Vietnam』
北ベトナム軍及び南ベトナム解放民族戦線の機関銃手が使用可能。

『Escape from Tarkov』
パッチ 0.14から追加された。通常モデルとサイドレイルシステムが搭載されたRPDNの二つがある。敵NPCであるSCAVが所持している他、ボスのコロンタイのメイン武器でもある。トレーダーから購入可能。